# Heathylee
Heathylee est une paroisse civile du Staffordshire, en Angleterre.